# Outcome bias
De Outcome bias is een fout bij het evalueren van de juistheid van een beslissing wanneer de gevolgen van die beslissing al bekend zijn. In het bijzonder treedt dit effect op wanneer deze beslissing meer ethische veroordeling oplevert als de uitkomst hiervan slecht is, dan wanneer de beslissing een goede uitkomst oplevert, zelfs als de uitkomst door toeval, of andere factoren wordt bepaald.

## Overzicht
Men zal een eerdere beslissing vaak op juistheid beoordelen op basis van de uiteindelijke uitkomst in plaats van op basis van de kwaliteit van de beslissing op het moment dat deze werd genomen, met de gegevens die vooraf bekend waren. De werkelijke uitkomst van de beslissing wordt mede bepaald onbekende factoren, en ook door toeval, waarbij sommige berekende risico's uitkomen, of juist niet. Waarnemers die hun oordeel laten  beïnvloeden door de Outcome bias lijken besluitvormers verantwoordelijk te houden voor gebeurtenissen waarop zij geen invloed hebben. 
Baron en Hershey (1988) presenteerden proefpersonen hypothetische situaties om dit te testen. Een voorbeeld: Chirurg besliste om een patiënt een risicovolle operatie te laten ondergaan. De slagingskans van deze operatie was vooraf bekend. De proefpersonen kregen een goed of slecht resultaat (in dit geval leven of sterven) voorgeschoteld, en werden gevraagd om de kwaliteit van de beslissing om wel of niet te opereren te beoordelen. Degenen met slechte resultaten beoordeelden de beslissing slechter dan degenen met goede resultaten. "Het doel heiligt de middelen" wordt vaak gebruikt om het resultaateffect uit te drukken wanneer het resultaat wenselijk is. 
De reden dat iemand deze fout maakt, is dat men de momenteel beschikbare informatie opneemt bij het beoordelen van een beslissing in het verleden. Om de invloed van Outcome bias te voorkomen, moet men een beslissing beoordelen door informatie achteraf verzameld is, te negeren en zich te concentreren op de informatie die beschikbaar was op het moment dat de beslissing werd genomen. 